# Douglas Pereira dos Santos
Douglas Pereira dos Santos (Monte Alegre de Goiás, 6 augustus 1990) – alias Douglas – is een Braziliaans voetballer die doorgaans als rechtsback speelt. Hij tekende in juli 2019 een contract tot medio 2022 bij Beşiktaş, dat hem transfervrij overnam van FC Barcelona.

## Clubcarrière
Douglas komt uit de jeugdopleiding van Goiás EC. Hij debuteerde op 6 augustus 2009, tegen Flamengo. In 2012 werd hij naar São Paulo getransfereerd. Zijn eerste wedstrijd speelde hij voor São Paulo op 20 mei 2012 tegen Botafogo. Op 29 augustus 2014 werd hij officieel gepresenteerd bij FC Barcelona, dat €5.300.000,- voor hem betaalde aan São Paulo, met nog maximaal anderhalf miljoen euro in het vooruitzicht afhankelijk van hoeveel hij zou spelen. Douglas zette zijn handtekening onder een vijfjarig contract.
Op 26 augustus 2016 kwamen FC Barcelona en Sporting Gijón overeen om Douglas voor een seizoen uit te lenen.

## Erelijst
| Competitie                     |           |                  |           |           |
| Competitie                     | Aantal    | Jaren            |           |           |
| São Paulo                      | São Paulo | São Paulo        | São Paulo | São Paulo |
| ------------------------------ | --------- | ---------------- | --------- | --------- |
| Copa Sudamericana              | 1x        | 2012             |           |           |
| FC Barcelona                   |           |                  |           |           |
| Wereldkampioenschap voor clubs | 1x        | 2015             |           |           |
| Primera División               | 2x        | 2014/15, 2015/16 |           |           |
| Copa del Rey                   | 2x        | 2014/15, 2015/16 |           |           |

## Interlandcarrière
Douglas nam met Brazilië –20 deel aan het wereldkampioenschap voor spelers onder 20 jaar in 2009, dat toen werd gehouden in Egypte. Brazilië verloor de finale na strafschoppen van Ghana.
2 Svensson ·
3 Paulista ·
4 Bulut ·
5 Sanuç ·
6 Hadžiahmetović ·
7 Rashica ·
8 Uçan ·
9 Kılıçsoy ·
10 Arroyo ·
14 Uduokhai ·
15 Oxlade-Chamberlain ·
17 Immobile ·
18 Mário ·
20 Uysal ·
22 Zainutdinov ·
23 Muçi ·
26 Masuaku ·
27 Silva ·
30 Destanoğlu ·
34 Günok ·
53 Topçu ·
77 Ricardo ·
83 Fernandes ·
91 Hekimoğlu ·
94 Baytekin ·
97 Yuvakuran ·
Coach: Solskjær